# Konrad I. (Oels)

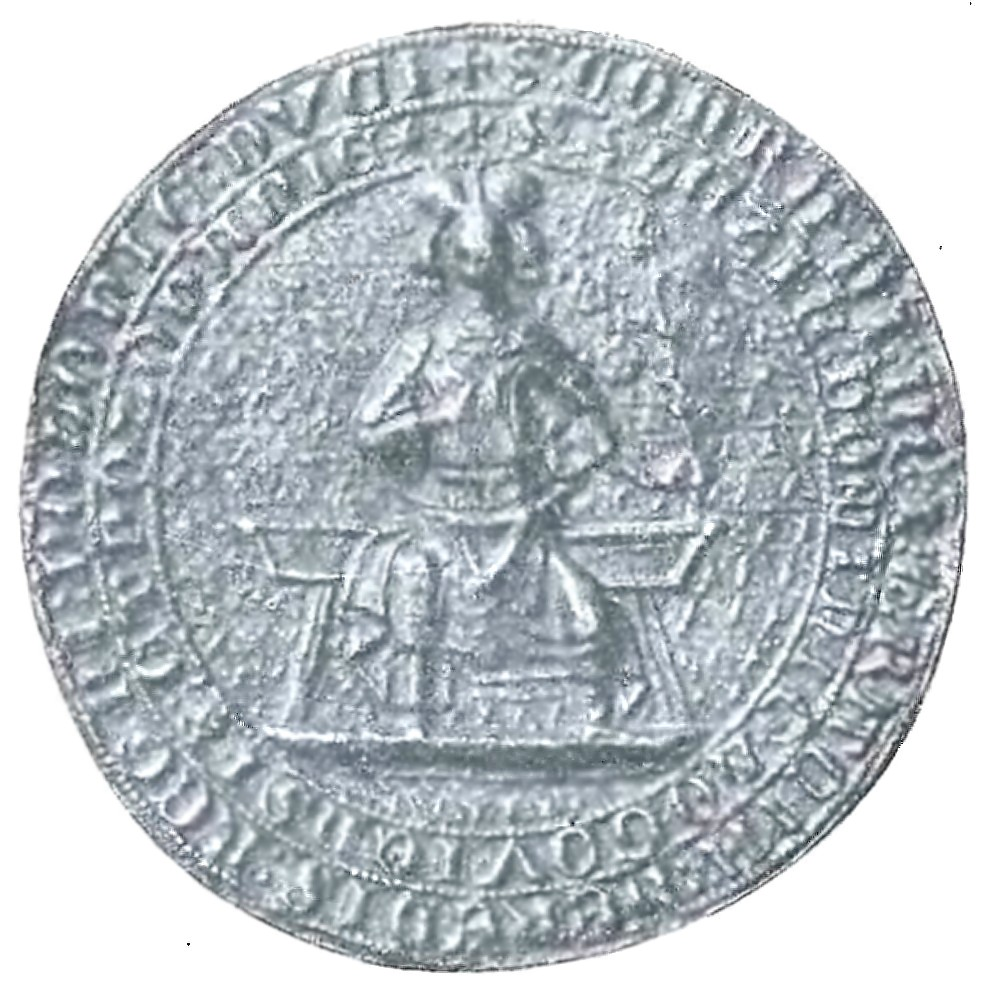
Konrad I.

Konrad I. von Oels (auch Konrad I. von Namslau; * 1292/1294; † 22. Dezember 1366) war von 1309 bis 1312 gemeinsam mit seinen vier Brüdern Herzog von Glogau und Herr von Großpolen. Von 1312 bis 1320/21 war Herzog von Namslau und anschließend bis zu seinem Tod 1366 Herzog von Oels. Ab 1357 gehörte ihm auch das Herzogtum Cosel. Er entstammte dem Glogauer Zweig der Schlesischen Piasten.

## Herkunft und Familie
Konrads Eltern waren Heinrich III. von Glogau († 1309) und Mechthild († 1318), Tochter des Herzogs Albrecht von Braunschweig-Lüneburg. 1322 vermählte er sich mit Elisabeth († 1328), einer Tochter des Breslauer Herzogs Heinrich VI. Nach deren Tod heiratete er vor 1333 Euphemia, eine Tochter des Herzogs Wladislaus von Beuthen–Cosel. Dieser Ehe entstammten die Kinder
- Konrad II., Herzog von Oels († 1403), ⚭ 1354 Agnes († 1371), Tochter des Herzogs Kasimir I. von Teschen
- Hedwig († 1351/59), ⚭ 1342/45 Nikolaus II. von Troppau († 1465)

## Leben
Nach dem Tod ihres Vaters Heinrich III., der neben seinen schlesischen Besitzungen zugleich Herr von fast ganz Großpolen war, erbten im Jahre 1309 Konrad und seine Brüder Heinrich IV. († 1342), Boleslaus/Bolko († 1320), Johann († 1361/65) und Primislaus/Primko († 1331) dessen Gebiete. Diese verwalteten sie bis 1312 unter der Vormundschaft ihrer Mutter Mechthild von Braunschweig zunächst gemeinsam. 
Um einer Zersplitterung ihrer Gebiete vorzubeugen, teilten Konrad I. und seine Brüder ihr Erbe am 29. Februar 1312 zunächst in zwei Teile. Der zweitgeborene Konrad I. erhielt zusammen mit dem drittgeborenen Boleslaus das östliche Gebiet mit den Städten Gnesen, Kalisz, Oels und Wohlau. Der älteste Bruder Heinrich IV. und die beiden jüngsten Brüder Johann und Primislaus/Primko erhielten das größere westliche Gebiet mit den Städten Steinau, Sagan, Grünberg, Crossen und Posen. Ebenso gehörten diesen drei Brüdern Glogau, Beuthen und Freystadt, die jedoch zunächst ihrer Mutter auf deren Lebenszeit als Leibgedinge zugewiesen waren. Da Konrad ab 1315 als „Herr von Namslau“ titulierte, kann vermutet werden, dass er zunächst in Namslau residierte.
Nachdem Konrad I. und Boleslaus schon 1314 ihre großpolnischen Gebiete an Władysław I. Ellenlang verloren hatten und Boleslaus 1320 starb, teilten Konrad I., Heinrich IV., Johann und Primislaus/Primko den Gesamtbesitz neu auf. Konrad I. erhielt Namslau und Oels, wo er residierte, Heinrich IV. erhielt Sagan, Primislaus/Primko Glogau und Johann Steinau. 
Der Tod des Bruders Boleslaus und die Verteilung seines Erbes führte jedoch zu kriegerischen Auseinandersetzungen, an denen sich neben dem polnischen König Władysław I. Ellenlang auch die schlesischen Herzöge Boleslaus von Liegnitz, Heinrich VI. von Breslau, Bernhard II. von Schweidnitz und Boleslaus II. von Oppeln beteiligten. Die 1321 bis 1323 geführten Kämpfe, die auch auf die Gebiete von Konrads Brüdern übergriffen, hatten schließlich zur Folge, dass Konrad fast seinen ganzen Besitz verlor. Allerdings kam es bereits 1321 zu einer Einigung mit Heinrich VI. von Breslau, der Konrad gegen Geldzahlungen das Gebiet von Oels wieder verpfändete. Nachdem Heinrich VI. ein Jahr später seine Tochter Elisabeth mit Konrad I. vermählte, sicherte er ihm zu, dass die Pfandschaft nach seinem (Heinrichs VI.) Tod an Konrad zurückfallen solle. Ungeachtet des Teilfriedens wurden die Kämpfe, die zu weiteren Gebietsverlusten und Verwüstungen führten, fortgesetzt. Im August 1323 unterwarfen sich Konrad I. und Boleslaus von Liegnitz in Krakau einem Schiedsspruchs Władysławs I. Ellenlang, mit dem die Streitigkeiten beigelegt wurden und beide zugunsten des jeweils anderen auf große Teile ihrer Gebiete verzichteten. Zudem verloren Konrad und seine Brüder den Rest ihrer vom Vater ererbten großpolnischen Gebiete an Władysław I. Ellenlang, dem sie sich verpflichten mussten, die von ihrem Vater benutzte Titulatur „heres regni Poloniae“ (Erbe des Königreichs Polen) nicht mehr anzuwenden.
Mit den am 29. April 1329 und 9. Mai 1329 vom böhmischen König Johann von Luxemburg in Breslau ausgestellten Lehensurkunden begaben sich Konrad I. und seine Brüder Heinrich IV. und Johann freiwillig in ein Lehensverhältnis an die Krone Böhmen, wobei ihnen besondere erbrechtliche Begünstigungen gewährt wurden.
Um 1350 wurde Konrad I. vom späteren Kaiser Karl IV. einem von diesem initiierten und auf fünf Jahre abgeschlossenen Landfrieden als oberster Richter und Obmann eingesetzt. Dem Landfrieden gehörten alle schlesischen Herzöge an sowie Karl IV. als Herr der Erbfürstentümer.
Nach dem Tod des Herzogs Boleslaus von Beuthen-Cosel 1354/55 kam es zu einem jahrelangen Streit zwischen Konrad I. von Oels und den Teschener sowie Oppelner Herzögen um das Beuthen-Coseler Erbe, das als erledigtes Lehen an die Krone Böhmen heimgefallen war. Konrads Anspruch war dadurch begründet, dass er seit 1328/29 mit Euphemia († 1376/78), einer Schwester des verstorbenen Herzogs Boleslaus von Beuthen und Cosel verheiratet war.
Am 10. Oktober 1355 sprach ein Schiedsgericht unter Vorsitz des böhmischen Landesherrn Karl IV. das Herzogtum Cosel dem Herzog Konrad I. zu. Dagegen wurde der Erbstreit um das Herzogtum Beuthen erst nach dem Tod Konrads I. 1369 beigelegt. Danach wurde das Herzogtum Beuthen geteilt. Halb Beuthen mit dem nördlichen Teil des Herzogtums wurde an die Witwe Konrads I. Euphemia († 1376/78) bzw. deren Sohn Konrad II. von Oels übergeben. 
Trotz der anfänglichen Gebietsverluste konnte Konrad I., der 1366 starb, seinem gleichnamigen Sohn Konrad II. ein ansehnliches Erbe hinterlassen.